# Nationalteatern
Nationalteatern — шведская рок-группа и театральная труппа, основанная в Гётеборге. Группа имела крайне левые политические взгляды, но, несмотря на это, была очень популярна на родине.

## История
Группа была основана в 1971 году, с 1993 года являлась также театральной труппой.
Первый альбом группы Ta det som ett löfte … ta det inte som ett hot вышел в 1972 году. В 1974 году вышел второй альбом, Livet är en fest.
Шведский рок-музыкант Магнус Уггла записал кавер-версии на ряд песен группы, например «Livet är en fest» и «Speedy Gonzales» из альбома Allting som ni gör kan jag göra bättre.

## Текущий состав
- Маттиас Хеллберг
- Ульф Дагебю
- Хакан Нюберг
- Никке Стрём
- Хакан Свенссон

## Альбомы
- Ta det som ett löfte…..ta det inte som ett hot (1972)
- Livet är en fest (1974)
- Kåldolmar och Kalsipper (1976)
- Barn av vår tid (1978)
- Rockormen (1979)
- Rövarkungens ö (1980)